# Rödåsel
Rödåsel svédországi település, közigazgatásilag Umeå városhoz tartozik; lakossága körülbelül 100 fő.
A közelében halad el a 363-as jelzésű megyei főútvonal. A településen iskola, benzinkút, művelődési ház, régiségbolt, fafeldolgozó, több kisvállalkozás és magángazdaság működik. Átszeli a falut egy közvilágítással ellátott turisztikai és fitneszútvonal is. Neve összetett szó, körülbelüli jelentése okkervörös zuhatag, mely a közelében húzódó folyó vízesésére és a környék alapkőzetének jellemző színére utal.